# Pago de Arínzano
Pago de Arínzano es un vino de pago de Navarra, solo aplicable a vinos tintos y vinos blancos. La superficie del viñedo actualmente establecida en el «Pago de Arínzano» es de 127,95 hectáreas, distribuidas en parcelas del caserío de Arínzano, situado en el término municipal de Aberin.

## Características organolépticas de los vinos
- Varietal Chardonnay: Color amarillo-verde. No pálido. Aroma potente, complejo y fino a la vez. Predominio de notas frutales exóticas, con un fondo mineral a piedra. Notas florales. Nuez fresca. En boca demuestra amplitud y complejidad desde la entrada. El paso de boca es poderoso y agradable. Final muy largo y muy limpio con recuerdos a los aromas de nariz. Después de la crianza se amplia la complejidad y demuestra aromas tostados, cremosos. Más mineral y especiado.

- Tinto Merlot: Granate oscuro, picota. Alto. Nariz compleja, intensa. Fruta negra, bayas silvestres. Alguna nota de sotobosque, madera, tierra húmeda. En boca amplio, entrada potente. Paso de boca sobre unos taninos suaves y redondos. Buen cuerpo. Largo.

A la crianza despliega matices especiados, curry. Empireumáticos, leña, madera quemada y algún tono mineral.
- Tinto Cabernet Sauvignon: Color de intensidad alta. Granate muy oscuro. Nariz fina, con frutas silvestres. Especias, pimienta rosa. Trufa, notas minerales. Tinta, alquitrán. Complejo, buena intensidad. Austero en boca. Compacto desde el paso de boca hasta el final. Tanino sabroso y noble. Buen cuerpo final largo, con recuerdos minerales y especiados. A la crianza enfatiza las notas especiadas y sobre todo las minerales, tinta, piedra. Algún deje de tabaco habano.

- Tinto Tempranillo: Rojo granate/morado. Medio-alto. Nariz afrutado, limpia, notas de fruta roja y negra. Algún tono mineral. Fino. Buena intensidad. En boca entrada amable, presente. Paso de boca consistente. Cuerpo medio-alto. Final largo y limpio con recuerdos y fruta. A la crianza desarrolla notas de tostados, torrefactos, tabaco rubio.